# OPUS卡

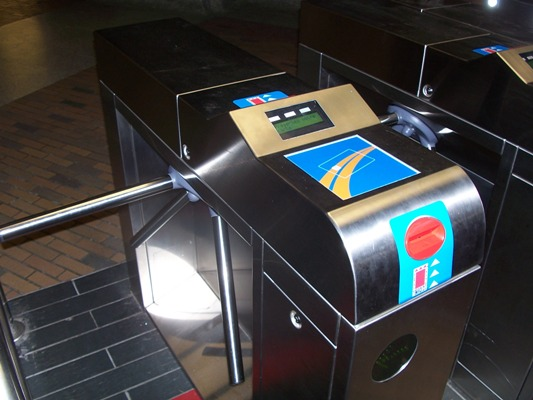
博訥站閘機上的一部OPUS讀卡機

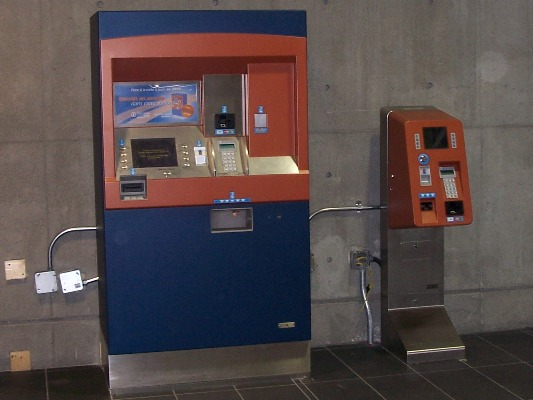
卡迪耶站一部典型的充值機。

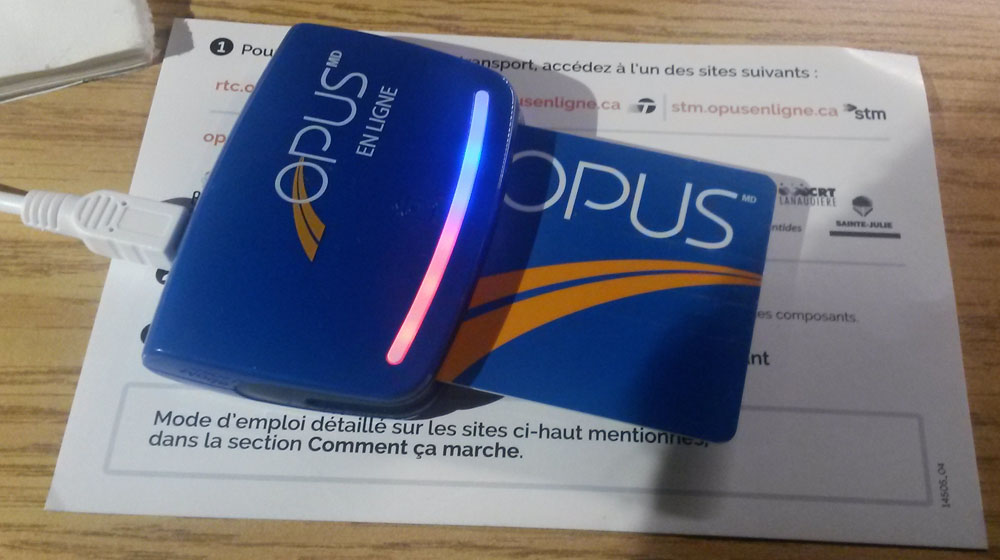
使用接觸式界面充值的個人讀卡機

OPUS（法語：Carte OPUS）是加拿大魁北克省大蒙特利爾和魁北克市的可儲值雙界面（接觸式/非接觸式）儲值智能卡。該卡符合ISO/IEC 14443標準的要求，並可以NFC天線閱讀。